# الهندوسية في ألمانيا
بدأ الهنود الهندوس بالهجرة إلى ألمانيا منذ خمسينيات القرن العشرون. حيث هاجر لألمانيا تاميليين كانوا قد قدِموا من سريلانكا طلباً للجوء منذ سبعينيات القرن ذاته، وكان معظمهم من الهندوس. وصل عدد الهندوس في ألمانيا عام 2000 حوالي 90,000 شخص. بينما بلغ عدد الهندوس في العاصمة برلين عام 2007 نحو 6,000 شخصاً. وبلغ عددهم في ولاية ساكسونيا السفلى عام 2009 حوالي 5,000 شخص.
قُدِرَ عدد معتنقي الهندوسية في ألمانيا حسب ما ذكرته إحصاءات صادرة عن وكالة ريميد (REMID) عام 2011 بما يقرب من 120,000 شخص. وتراوح عدد تاميليي سريلانكا من 42,000 حتى 45,000 شخص، بينما كان ما بين 35,000 حتى 40,000 شخص من الهندوس الهنود، وكان ما يزيد عن 7,500 شخص من الهندوس الأوروبيون وغيرهم من العرقيات الأخرى، أما الهندوس الأفغان فتراوح عددهم ما بين 7,000 حتى 10,000 شخص. بُني أول معبد تابع لحركة هاري كريشنا في ألمانيا عام 1970 بمدينة هامبورغ. ويوجد عدة مئات من الهندوس الباليين يعيشون في ألمانيا، ويوجد معبدين مبنيان على نمط العمارة الإندونيسي؛ أحدهما يقع في هامبورغ مقابل متحف علم الأعراق والآخر في حي مارتزان ببرلين.

## وصلات خارجية
- "هندوس يعترضون على حظر الاتحاد الأوروبي لرمز الصليب المعقوف". بي بي سي نيوز. 17 يناير 2007. مؤرشف من الأصل في 2019-05-21. (بالإنجليزية)